# John Leipold
John Max Leipold (Comtat d'Ulster, Nova York, 26 de febrer de 1888 – Dallas, 8 de març de 1970) va ser un prolífic compositor estatunidenc de partitures de pel·lícules i ràdio. És més conegut per guanyar el premi de l'Acadèmia de 1939 a la millor banda sonora original per a la pel·lícula Stagecoach, juntament amb Richard Hageman, Frank Harling i Leo Shuken.

## Biografia
Era fill de John G. i Lena M. Leipold. El 1916 es va casar amb Caroline Anna Ebel (1889-1982) a Poughkeepsie.
De 1912 a 1922 va dirigir vodevil i òpera lleugera a Nova York. Després va passar quatre anys com a director musical dels Minstrels d'Al G. Field, on va dirigir l'orquestra i el cor i va aportar música original. Probablement va ser contractat per Joseph Hatfield després de la mort d'Al G. Field. De 1927 a 1928 va ser arranjador de Remick Music. Va escriure música per a la directora de banda de circ Merle Evans.
El 1928 es va traslladar a Hollywood i va treballar al departament de música de Paramount Studios. Va començar com a bibliotecari amb Nat W. Finston, on seleccionaria música per a pel·lícules i afegiria les seves pròpies composicions. Va contribuir amb música i arranjaments a centenars de pel·lícules, la majoria sense acreditar (incloses dues pel·lícules dels germans Marx). El 1939 les seves contribucions a la partitura de Stagecoach van ser guardonades amb el Premi de l'Acadèmia; això el va portar a marcar una sèrie de westerns per a Harry Sherman Productions de 1939 a 1942.
A partir de 1942 va començar a compondre principalment per a la CBS, incloent-hi dues pel·lícules dels Three Stooges. De 1943 a 1948 va estar component i dirigint per a CBS; la seva producció es va reduir després d'això. Va morir a Dallas, el 1970.
Va escriure dos textos educatius, The John Leipold Lessons in Counterpoint i The John Leipold Lessons in Harmony. El 1952 va escriure un altre text Mathematics of Pitch.

## Filmografia seleccionada
- Innocents of Paris (1929)
- Behind the Make-Up (1930)
- Playboy of Paris (1930)
- Monkey Business (1931)
- Horse Feathers (1932)
- It’s a Gift (1934)
- This Reckless Age (1932)
- One Hour With You (1932)
- Make Me a Star (1932)
- Hot Saturday (1932)
- Madame Racketeer (1932)
- The Old Fashioned Way (1934)
- Forgotten Faces (1936)
- A Son Comes Home (1936)
- Bulldog Drummond's Revenge (1937)
- Girl Overboard (1937)
- Bulldog Drummond's Peril (1938)
- Bluebeard's Eighth Wife (1938)
- Touchdown, Army (1938)
- Stagecoach (1939)
- The Quarterback (1940)
- Doomed Caravan (1941)
- Shut My Big Mouth (1942)
- Two Yanks in Trinidad (1942)
- Daring Young Man (1942)
- The Desperadoes (1943)
- Doughboys in Ireland (1943)
- Nine Girls (1944)
- La rossa dels cabells de foc (Incendiary Blonde) (1945)